# Фрунзе (Нижнегорский район)
Фру́нзе (ранее Бюйте́нь; укр. Фрунзе, крымскотат. Büyten, Буйтен) — село в Нижнегорском районе Республики Крым, входит в состав Косточковского сельского поселения (согласно административно-территориальному делению Украины — Косточковского сельского совета Автономной Республики Крым).

## Население
| 2001 | 2014 |
| ---- | ---- |
| 845  | ↘620 |

Всеукраинская перепись 2001 года показала следующее распределение по носителям языка
| Язык             | Процент |
| ---------------- | ------- |
| русский          | 78.22   |
| украинский       | 12.66   |
| крымскотатарский | 6.63    |
| белорусский      | 1.66    |

### Динамика численности
| - 1805 год — 55 чел. - 1864 год — 34 чел. - 1889 год — 68 чел. - 1892 год — 2 чел. - 1900 год — 134 чел. - 1915 год — 0 чел. | - 1926 год — 98 чел. - 1989 год — 770 чел. - 2001 год — 845 чел. - 2009 год — 811 чел. - 2014 год — 620 чел. |

## Современное состояние
На 2017 год во Фрунзе числится 11 улиц и 1 переулок; на 2009 год, по данным сельсовета, село занимало площадь 72 гектара, на которой в 322 дворах проживало 811 человек. В селе действуют начальная школа-детский сад, фельдшерско-акушерский пункт, сельский дом
культуры, библиотека-филиал № 33. Фрунзе связано автобусным сообщением с райцентром и соседними населёнными пунктами

## География
Фрунзе — село на юге района, в степном Крыму, на правом берегу реки Кучук-Карасу, у границы с Советским районом, высота центра села над уровнем моря — 57 м. Ближайшие сёла: Приречное в 2 км на юг, Косточковка в 2 км на запад и Тарасовка в 3 км на северо-восток. Расстояние до райцентра — около 20 километров (по шоссе), там же ближайшая железнодорожная станция — Нижнегорская (на линии Джанкой — Феодосия).

## История
Первое документальное упоминание села встречается в Камеральном Описании Крыма… 1784 года, судя по которому в последний период Крымского ханства Биюктен входил в Кучук Карасовский кадылык Карасъбазарскаго каймаканства. После присоединения Крыма к России (8) 19 апреля 1783 года, (8) 19 февраля 1784 года именным указом Екатерины II сенату на территории бывшего Крымского Ханства была образована Таврическая область и деревня была приписана к Левкопольскому, а после ликвидации в 1787 году Левкопольского — к Феодосийскому уезду Таврической области. После Павловских реформ, с 1796 по 1802 год входила в Акмечетский уезд Новороссийской губернии. По новому административному делению, после создания 8 (20) октября 1802 года Таврической губернии, Бютень был включён в состав Урускоджинской волости Феодосийского уезда.
По Ведомости о числе селении, названиях оных, в них дворов… состоящих в Феодосийском уезде от 14 октября 1805 года, в деревне Бютень числилось 12 дворов и 55 жителей. На военно-топографической карте генерал-майора Мухина 1817 года деревня Бютень обозначена с 11 дворами. После реформы волостного деления 1829 года Бультель, согласно «Ведомости о казённых волостях Таврической губернии 1829 года», отнесли к Бурюкской волости (переименованной из Урускоджинской). На карте 1836 года в деревне Бюйтень 30 дворов, как и на карте 1842 года.
В 1860-х годах, после земской реформы Александра II, деревню приписали к Шейих-Монахской волости. Согласно «Списку населённых мест Таврической губернии по сведениям 1864 года», составленному по результатам VIII ревизии 1864 года, Буйтень — владельческая татарская деревня с 8 дворами, 34 жителями и мечетью при речке Кучук-Кара-Су. На трёхверстовой карте Шуберта 1865—1876 года деревня Бюйтень обозначена с 14 дворами. По «Памятной книге Таврической губернии 1889 года», по результатам Х ревизии 1887 года, в деревне Буйтень числилось 11 дворов и 68 жителей. По «…Памятной книжке Таврической губернии на 1892 год» в безземельной деревне Буйтень, не входившей ни в одно сельское общество, было 2 жителя, у которых домохозяйств не числилось.
После земской реформы 1890-х годов деревню приписали к Андреевской волости. По «…Памятной книжке Таврической губернии на 1900 год» в деревне Битень, входившей в Васильевское сельское общество, числилось 134 жителя в 3 дворах. По Статистическому справочнику Таврической губернии. Ч.II-я. Статистический очерк, выпуск пятый Феодосийский уезд, 1915 год, в экономии Буйтене (А. И. Гальваса) Андреевской волости Феодосийского уезда числился 1 двор без населения. В экономии числилось 2000 десятин удобной земли. В хозяйстве имелось 30 лошадей, 120 волов, 25 коров и 500 голов овец, свиней, или коз.
После установления в Крыму Советской власти, по постановлению Крымревкома № 206 «Об изменении административных границ» от 8 января 1921 года была упразднена волостная система и село вошло в состав Ичкинского района Феодосийского уезда, а в 1922 году уезды получили название округов. 11 октября 1923 года, согласно постановлению ВЦИК, в административное деление Крымской АССР были внесены изменения, в результате которых округа были отменены, Ичкинский район упразднили, включив в состав Феодосийского, в состав которого вошло и село. Согласно Списку населённых пунктов Крымской АССР по Всесоюзной переписи 17 декабря 1926 года, в совхозе Бютень Саурчинского сельсовета Феодосийского района числилось 43 двора, все некрестьянские, население составляло 98 человек, из них 55 русских, 31 украинец, 5 татар, 1 белорус, 1 немец, 1 грек, 1 болгарин, 1 армянин, 1 эстонец, 1 записан в графе «прочие». Постановлением ВЦИК «О реорганизации сети районов Крымской АССР» от 30 октября 1930 года был создан Сейтлерский район (по другим сведениям 15 сентября 1931 года) и село включили в его состав, а с образованием в 1935 году Ичкинского — в состав нового района. К этому времени на месте села уже числился безымянный населенный пункт центральной усадьбы совхоза им. Фрунзе.
После освобождения Крыма от фашистов, 12 августа 1944 года было принято постановление № ГОКО-6372с «О переселении колхозников в районы Крыма», и в сентябре 1944 года в район приехали первые новоселы (428 семей) из Тамбовской области, а в начале 1950-х годов последовала вторая волна переселенцев из различных областей Украины. Указом Президиума Верховного Совета РСФСР от 18 мая 1948 года этот населенный пункт центральной усадьбы совхоза им. Фрунзе переименовали во Фрунзе. С 25 июня 1946 года совхоз им. Фрунзе в составе Крымской области РСФСР. 26 апреля 1954 года Крымская область была передана из состава РСФСР в состав УССР. В апреле 1959 года совхоз им. Фрунзе вошел в состав совхоза «Весна» (село Косточковка). Видимо, тогда же Фрунзе передали в Нижнегорский район, поскольку на 15 июня 1960 года село уже числилось в составе Садового сельсовета. В период с 1 января по 1 июня 1977 года восстановлен Косточковский сельсовет, в который вошло село. По данным переписи 1989 года в селе проживало 770 человек. С 12 февраля 1991 года село в восстановленной Крымской АССР, 26 февраля 1992 года переименованной в Автономную Республику Крым. С 21 марта 2014 года — аннексировано Россией.
12 мая 2016 года парламент Украины, не признающий российскую аннексию, принял постановление о переименовании села в Бюйтен (укр. Бюйтен), в соответствии с законами о декоммунизации, однако данное решение не вступает в силу до «возвращения Крыма под общую юрисдикцию Украины».